# Тросселл, Джордж
Джордж Лайонел Тросселл (англ. George Lionel Throssell; 23 мая 1840, Фермой, Ирландия — 30 августа 1910, Нортам, Западная Австралия) — австралийский государственный и политический деятель, второй премьер-министр Западной Австралии (с 15 февраля 1901 по 27 мая 1901), предприниматель.

## Биография
Сын военнослужащего, перевозившего каторжан в Австралию. Прибыл в Австралию с отцом в 1850 году. Получил образование в государственной школе Перта. В 1861 году начал свой собственный бизнес, торгуя продуктами «Geo. Throssell & Co.» в городе Нортам, служил почтмейстером Нортама с 1864 по 1874 год.
Со временем стал владельцем мукомольного завода, нескольких ферм и сети магазинов. Активно участвовал  в общественной жизни Нортам; в 1880 году впервые он был избран в муниципальный совет города, председателем которого он был до 1883 года, и затем с 1885 по 1887 год. Занимал пост мэра Нортама перерывами до 1894 года. 
В 1897 году вошёл в состав правительства сэра Джона Форреста в качестве комиссара королевских земель, ключевой должностью в быстро развивающейся колонии. Когда Форрест ушел с поста премьер-министра, Тросселл занял пост премьер-министра и казначея Западной Австралии. Учитывая период большой нестабильности в политике, занимал должность премьера всего три месяца.
Был депутатом Законодательного собрания Западной Австралии с 1890 по 1904 год.
Его сын Хьюго Тросселл.